# Valeriana plectritoides
Valeriana plectritoides är en kaprifolväxtart som beskrevs av Graebner. Valeriana plectritoides ingår i släktet vänderötter, och familjen kaprifolväxter. Utöver nominatformen finns också underarten V. p. pallida.